# Medal Bałtyku
Medal Bałtyku (ang. Baltic Medal) – brytyjskie odznaczenie wojskowe, zaliczane do medali kampanii brytyjskich, zatwierdzone 23 kwietnia 1856, przyznawane za kampanię bałtycką w latach 1854–1855.

## Nagradzani
Oficerowie i żołnierze Royal Navy, Royal Marines i Royal Sappers and Miners, którzy służyli w operacjach wojny krymskiej na Bałtyku przeciwko Rosji od marca 1854, aż do zniesienia blokady w roku 1855.
Początkowo medal nadawany był tylko marynarzom lecz później nadano go dwóm oficerom i 90 żołnierzom z korpusu Royal Sappers and Miners za ich prace przy niszczeniu rosyjskich fortyfikacji w Bomarsund i Svealborg na Wyspach Alandzkich.

## Opis medalu
Awers: lewy profil królowej Wiktorii w koronie z inskrypcją VICTORIA REGINA.
Rewers: siedząca Brytania z trójzębem w ręku, nad nią napis BALTIC, pod spodem daty 1854–1855.
Wstążka medalu była żółta z ciemnoniebieskimi paskami na brzegach (odwrócone kolory wstążki miał Medal Krymski).
Do wstążki nie mocowano dodatkowych klamer (okuć), podobnie jak przy Medalu Afryki Południowej.